# Totale mesometriale Resektion des Uterus
Die Totale Mesometriale Resektion des Uterus (TMMR) ist ein 1998 vom deutschen Gynäkologen Michael Höckel (Universität Leipzig) entwickeltes neues Operationsverfahren zur chirurgischen Therapie des Zervixkarzinoms.

## Probleme der bisherigen Standardtherapie
Der derzeitigen Standardtherapie in Form der abdominalen radikalen Hysterektomie (Wertheim-Meigs-Operation), welche bereits 1898 erstmals durchgeführt wurde, liegen naturgemäß historische Vorstellungen über die Anatomie des weiblichen Beckens und die lokale Tumorausbreitung zugrunde. Trotz der Radikalität der Operation ist nach der Operation bei vielen Patientinnen mit histopathologisch nachgewiesenen Risikofaktoren eine zusätzliche Strahlentherapie oder Chemoradiotherapie notwendig. Trotzdem ist mit einer lokoregionären Rezidivrate von 10 bis 15 Prozent zu rechnen. Die Rate behandlungsbedingter moderater und schwerer Morbidität ist mit 30 Prozent hoch, da in der chirurgischen Anatomie die autonomen Beckennerven ignoriert und die Grenzen gegenüber dem Rektum- und Harnblasenkompartiment nicht klar definiert werden.

## Konzept
Die totale mesometriale Resektion (TMMR) basiert auf einem neuen onkologischen Radikalitätsprinzip auf entwicklungsbiologischer Grundlage: die Resektion eines bösartigen Tumors in den Grenzen der morphogenetischen Einheit seiner Entstehung. Die für die lokale Ausbreitung des Zervixkarzinoms relevante uterovaginale morphogenetische Einheit kann aus der Embryonalentwicklung abgeleitet werden. Anatomische Strukturen, die nicht zu dieser Einheit gehören, können trotz der räumlichen Nähe zum Tumor erhalten werden. In Kombination mit einer nervenschonenden Lymphonodektomie lässt sich mit der TMMR ohne zusätzliche Strahlentherapie eine sehr hohe lokoregionäre Rezidivfreiheit bei vergleichsweise geringer behandlungsbedingter Morbidität erreichen. Daher könnte die TMMR die bisherige Standardtherapie in naher Zukunft ablösen. Die Möglichkeit, auf die Strahlentherapie, die sonst bei bis zu 73 Prozent der Patientinnen notwendig ist, zu verzichten, bietet auch Frauen in Entwicklungsländern eine Heilungschance.
Die Totale mesometriale Resektion besteht aus der
- en-bloc-Resektion der Gebärmutter, des oberen Anteils der Vagina und Mesometrium als einer entwicklungsgeschichtlich definierten Einheit
- Entfernung des rectouterinen subperitonealen Bindegewebes bis zum Plexus hypogastricus inferior
- ausgedehnten pelvinen/paraaortalen Lymphknotenentfernung unter Schutz des Plexus hypogastricus superior

2012 wurde publiziert, dass die Operationsmethode auch über eine Bauchspiegelung (Laparoskopie) durchführbar ist.

## Ergebnisse
Erste Ergebnisse einer kleineren Studie waren, dass die lokale Tumorkontrolle mit 95 Prozent über dem der Standardbehandlung von 80 bis 85 Prozent bei einer moderaten und schweren Morbidität von nur 9 Prozent (Standard 25 bis 30 Prozent) liegt. Letztere wird durch den Erhalt des Harnblasenmesos, des Mesorektums und der autonomen Nervenversorgung von Harnblase, Restscheide und Rektum ermöglicht.  Eine aktuelle prospektive Studie zur Effektivität der TMMR ohne Bestrahlung nach der Operation bei 212 Patientinnen mit Zervixkarzinom der Stadien FIGO IB, IIA und ausgewählten IIB von 1998 bis 2008 erbrachte folgende Ergebnisse: 134 der Patientinnen (63 Prozent) hatten histopathologische Hoch-Risiko-Faktoren. Bei einer Nachbeobachtungszeit von median 41 Monaten (5 bis 110 Monate) entwickelten drei Patientinnen eine Rezidiv im Becken, zwei ein Becken-Rezidiv und Fernmetastasen, und fünf Frauen Fernmetastasen. Das Rezidivfreie Intervall und die 5-Jahres-Überlebensrate betrug 94 Prozent (95 Prozent CI 91 bis 98) beziehungsweise 96 Prozent (93 bis 99). Die 5-Jahres-Überlebensrate bei Patientinnen mit Lymphknotenbefall betrug 91 Prozent, im Vergleich zu 68 bis 78 Prozent bei der herkömmlichen Chirurgie.

## Kritikpunkte
Die totale mesometriale Resektion ist eine vielversprechende Möglichkeit, die bislang jedoch nicht in prospektiv randomisierten oder multizentrischen Studien auf Morbidität und Mortalität untersucht worden ist. Eine prospektive multizentrische Registerstudie zur Morbidität und lokoregionären Kontrolle ist jedoch in Vorbereitung.